# Cirrus (system)

Logotyp systemu używany od 2016

Logotyp systemu używany w latach 1996–2016

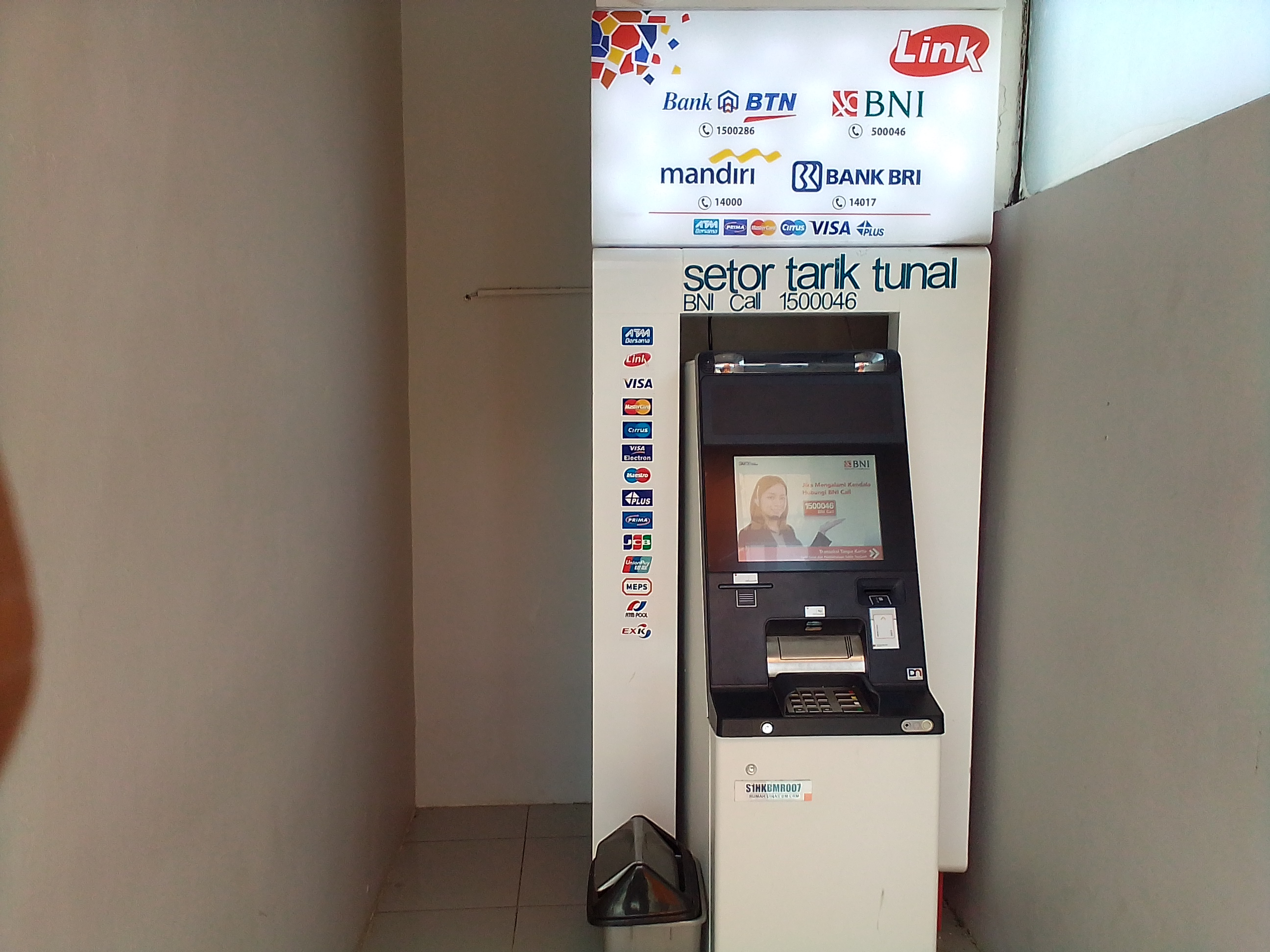
Bankomat w Indonezji oznaczony m.in. logotypem systemu Cirrus (2022)

Cirrus – marka kart płatniczych należąca do Mastercard Worldwide. Powstała w 1982.
Jest oznaczona dwoma niebieskimi kołami (jedno ciemniejsze, drugie jaśniejsze) i napisem Cirrus pod nimi. Oznaczane są nią karty bankomatowe. Jest akceptowana w ponad 2 milionach bankomatów na świecie.